# Olly Moss
Oliver Jonathan "Olly" Moss (nascido em 24 de janeiro de 1987) é um artista gráfico inglês, mais conhecido por sua reimaginação de cartazes de filmes. Seu trabalho foi lançado pela Mondo e é regularmente apresentado na revista Empire.